# St. Raphael (Neudietendorf)

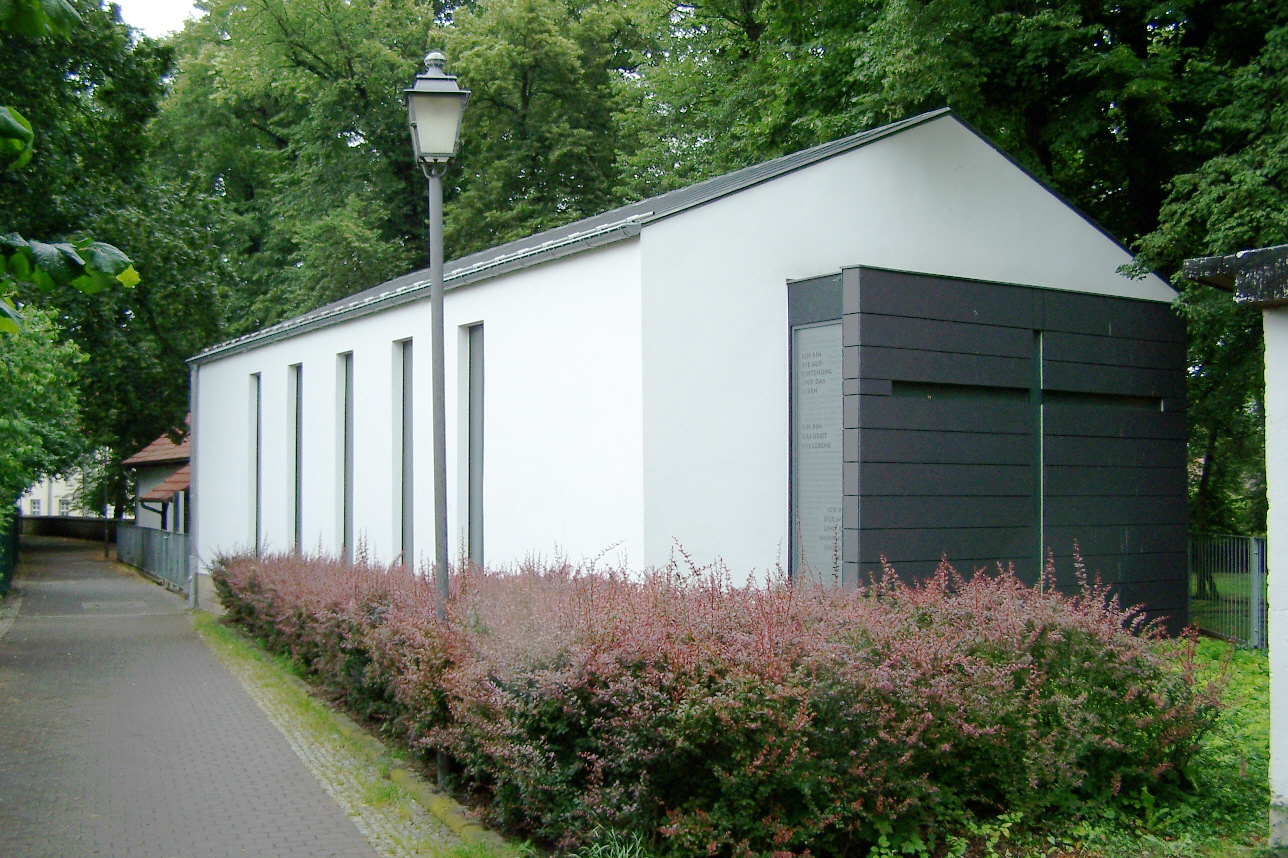
Römisch-Katholische Kapelle St. Raphael in Neudietendorf

Die römisch-katholische Kapelle St. Raphael steht in Neudietendorf im thüringischen Landkreis Gotha. Sie gehört zur Pfarrei St. Nikolaus Erfurt-Melchendorf im Dekanat Erfurt des Bistums Erfurt. Sie trägt das Patrozinium des heiligen Erzengel Raphael.

## Lage

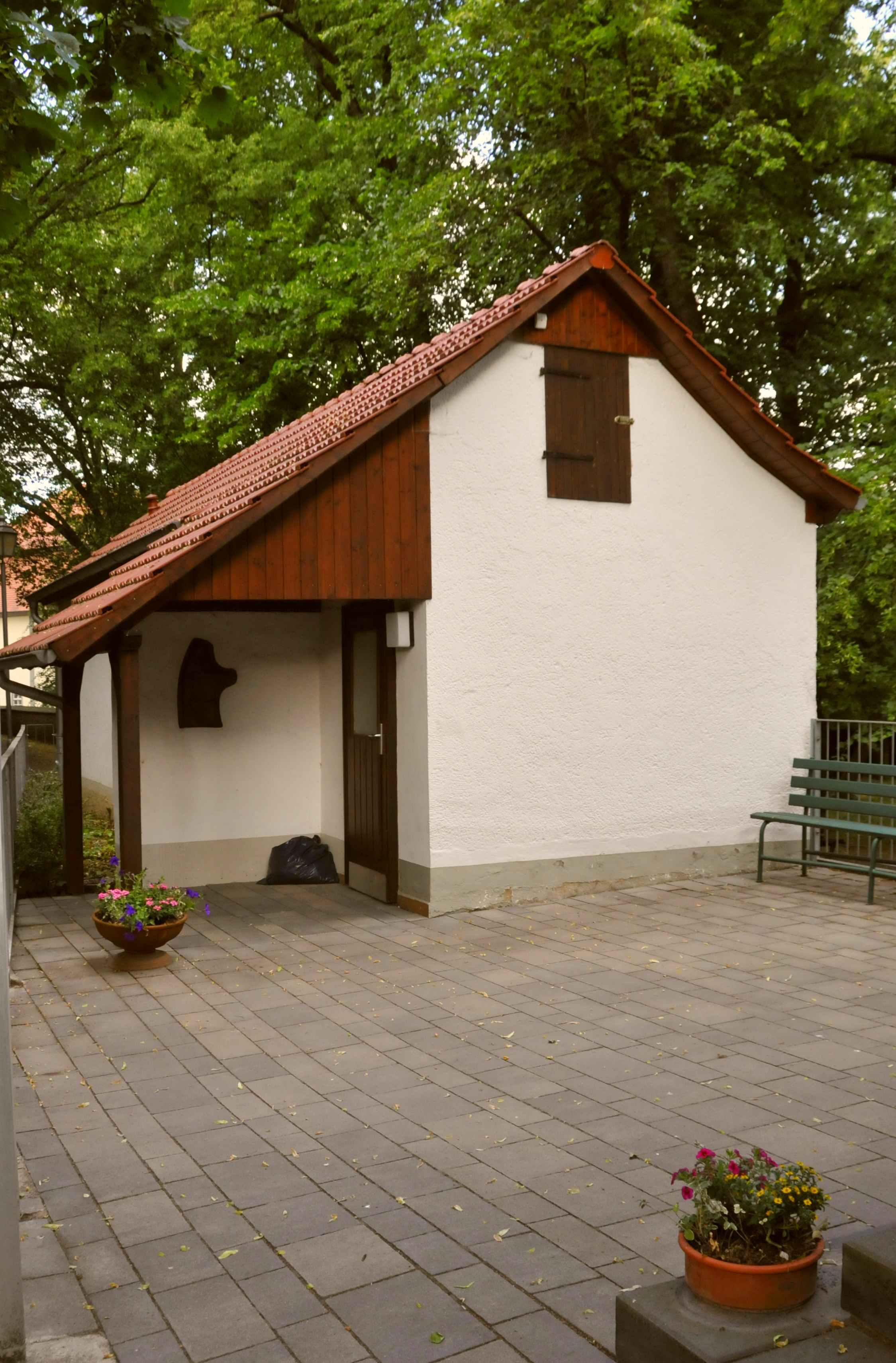
Marienhaus

Die Kapelle befindet sich in direkter Nachbarschaft des Gottesackers der Brüderkirche, im Gnadenthaler Weg, flankiert vom Marienhaus, das von der katholischen Gemeinde als Gemeindehaus genutzt wird, und der Aufbahrungshalle für den Gottesacker, die nicht mehr genutzt wird. Zum Einzugsgebiet der Gemeinde St. Raphael gehört außer Neudietendorf noch Apfelstädt, Gamstädt, Ingersleben, Kleinrettbach und Kornhochheim.

## Geschichte
Nach dem Zweiten Weltkrieg wuchs mit der wachsenden Einwohnerzahl durch Zuwanderung von Flüchtlingen die Zahl der katholischen Christen und der Bedarf nach einem angemessenen Gottesdienstraum. Am 1. Advent 1958 teilte Pfarrer Rat Gullitz mit, dass die staatlichen Genehmigungen zum Um- und Ausbau eines 1778 errichteten Lagerraums vorlagen. Der Raum war ursprünglich die Siegellack-Kocherei der Firma Lilienthal, hatte nach dem Zweiten Weltkrieg als Gefangenenlager gedient und wurde später als Kräuter- und Tabaktrockenraum genutzt. Die Weihe fand am 19. Juli 1959 durch Weihbischof Josef Freusberg statt. 2004 bis 2005 wurde die Kirche umfassend umgebaut. 2005 wurde der neue Altar durch Bischof Joachim Wanke geweiht.

## Architektur

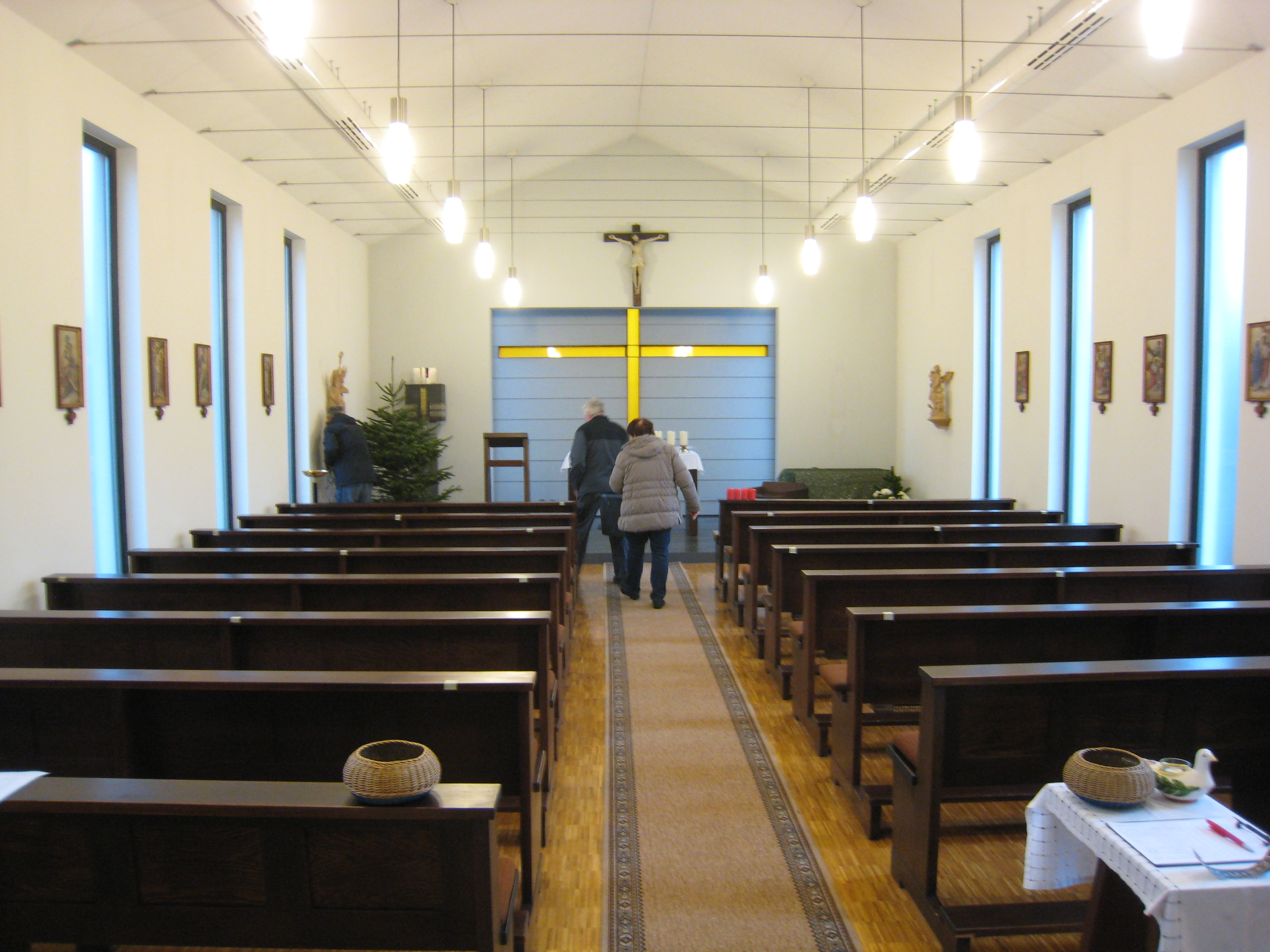
Innenansicht

Hinter dem Altar befindet sich ein Lichtkreuz und zwei Fenster, die die „Ich bin“-Worte Jesu aus dem Johannes-Evangelium wiedergeben.